# Даніель Кіллер
Даніель Педро Кіллер (ісп. Daniel Pedro Killer, нар. 21 грудня 1949, Росаріо, Аргентина) — аргентинський футболіст, що грав на позиції захисника.
Виступав, зокрема, за клуб «Росаріо Сентраль», а також національну збірну Аргентини.
Дворазовий чемпіон Аргентини. У складі збірної — чемпіон світу.

## Клубна кар'єра
У дорослому футболі дебютував 1970 року виступами за команду клубу «Росаріо Сентраль», в якій провів шість сезонів, взявши участь у 185 матчах чемпіонату. Більшість часу, проведеного у складі «Росаріо Сентраль», був основним гравцем захисту команди. За цей час двічі виборював титул чемпіона Аргентини.
Згодом з 1977 по 1986 рік грав у складі команд клубів «Расинг» (Авельянеда), «Ньюеллс Олд Бойз», «Велес Сарсфілд», «Атлетіко Букараманга», «Естудіантес Ріо Куарто» та «Уніон».
Завершив професійну ігрову кар'єру у клубі «Атлетіко Архентіно», за команду якого виступав протягом 1986—1987 років.

## Виступи за збірну
1972 року дебютував в офіційних матчах у складі національної збірної Аргентини. Протягом кар'єри у національній команді, яка тривала 7 років, провів у формі головної команди країни 22 матчі, забивши 3 голи.
У складі збірної був учасником розіграшу Кубка Америки 1975 року у різних країнах, чемпіонату світу 1978 року в Аргентині, здобувши того року титул чемпіона світу.

## Титули і досягнення
- Чемпіон Аргентини (2):

«Росаріо Сентраль»:  1971, 1973
- Чемпіон світу (1):

1978